# Beadell Resources
A Beadell Resources uma mineradora com sede na Austrália que produz ouro e minério de ferro no Amapá e tem projetos de ouro e manganês no Brasil e na Austrália. No Brasil, a companhia opera por meio das empresas Beadell Brasil e da Beadell Resources Mineração.

## Histórico
A Beadell está presente no Brasil desde 2003 quando adquiriu os direitos do projeto de ouro Tucano junto à AngloGold Ashanti Mineração. Desde 2007, a companhia é listada na bolsa de valores da Austrália (ASX). Até 2010, a companhia tinha em seu portfólio vários projetos de ouro, cobre e urânio na Austrália. Contudo, o baixo valor dos royalties, a qualidade dos projetos de ouro no Brasil e a disponibilidade de energia no Amapá fizeram com a que a mineradora se concentrasse em empreendimentos no país.

## História Recente
O principal ativo da Beadell Seu principal ativo é a mina de ouro Tucano, localizada em Pedra Branca do Amapari, no Amapá. A produção de ouro da mina Tucano, em 2014, foi de quase 154.000 onças a partir de cavas abertas otimizadas contendo cerca de 1,3 milhão de onças de ouro. Tucano tem recursos de aproximadamente 5 milhões de onças além de mais de 2.500 km² de arrendamentos com alto potencial de exploração de ouro.
A companhia concluiu a construção da planta de ouro com capacidade para processar 3,5 milhões de toneladas anuais de minério e o iniciou as operações na mina de ouro Tucano em dezembro de 2012. Tucano é, atualmente, a terceira maior mina produtora de ouro no Brasil. A Beadell tem ainda o projeto Tartaruga está localizado a 120 quilômetros a nordeste de Tucano, no município de Tartarugalzinho, no Amapá. Esse projeto tem recursos inferidos de 6,5 milhões de toneladas com 1,6 gramas por tonelada de ouro, ou que resulta em 337.000 onças.
A Beadell tem ainda no seu portfólio de arrendamentos de exploração de ouro o prospecto Tropicana Oriental localizado em área adjacente ao depósito de ouro Tropicana, na Austrália, que pertence à Anglogold Ashanti Australia.